# Gautseshen
| g | A | t | V32 | zSn |

| g | A | t | V32 | zSn |

Gautseshen (cuyo nombre, vinculado con el actual "Susana", significa 'ramo de lotos' -de seshen, “loto”-) fue una sacerdotisa del Antiguo Egipto, cantora de Montu, que vivió durante la dinastía XXI.
Su padre era Menjeperra, sumo sacerdote de Amón; su madre, la princesa Isetemjeb, hija del faraón Psusenes I. Dos de sus hermanos, Pinedyem II y Smendes II llegaron a ser sumos sacerdotes de Amón. Gautseshen se casó con Tyanefer, el cuarto, y después tercer, profeta de Amón. Tuvieron dos hijos, Pinedyem, quien sería cuarto profeta, y Menjeperra, tercer profeta de Amón.
Fue sepultada en el escondrijo de Bab el-Gasus, junto a la mayor parte de sus parientes. Sus ataúdes y su papiro funerario actualmente se encuentran en el Museo Egipcio de El Cairo. El papiro es una copia del Libro de los muertos bellamente ilustrada, la cual muestra los cambios en los textos funerarios durante la dinastía XXI, cuando el culto solar y el de Osiris se estaban fusionando. Un ejemplo de esto puede verse en tres pasajes que originalmente mencionaban a Ra (como puede verse en copias del texto pertenecientes a la dinastía XVIII) que aquí  mencionan a Osiris. Otro himno, que originalmente pertenecía a Osiris, fue enriquecido con elementos solares.